# Alouatta puruensis
Alouatta puruensis е вид бозайник от семейство Паякообразни маймуни (Atelidae).

## Разпространение
Видът е разпространен в Бразилия, Перу и северните части на Боливия.